# Aliens: Dark Descent
Aliens: Dark Descent (укр. Чужі: Темний шлях) — рольова відеогра в жанрі стратегії в реальному часі й тактичної рольової гри, розроблена Tindalos Interactive у співпраці з Disney's 20th Century Games та видана Focus Entertainment. Гра, створена за мотивами франшизи «Чужий», вийшла на PlayStation 4, PlayStation 5, Windows, Xbox One та Xbox Series X/S 19 червня 2023 року.
Дія гри відбувається через 20 років після подій, показаних у фільмі «Чужий 3». Команда морських піхотинців повинна зупинити ксеноморфів, паралельно збираючи ресурси для того, щоб полагодити космічний корабель.

## Ігровий процес
Aliens: Dark Descent є стратегією у реальному часі з видом зверху вниз. Гравці віддають команди загону, що складається з чотирьох морських піхотинців, які повинні битися проти ксеноморфів, а також проти ворожих агентів корпорації «Weyland Yutani». Доступно п'ять класів, кожен з яких має унікальну зброю і здібності. Гравці повинні досліджувати приміщення, розміщувати детектори руху, що відстежують переміщення ксеноморфів, розрізати або, навпаки, заварювати двері.
У проміжках між місіями гравці можуть покращувати характеристики персонажів, піклуватися не тільки про фізичний, а й про психічний стан героїв. Через сильний стрес персонажі можуть поводитися ірраціонально, промахуватися під час стрільби й навіть саботувати місію. Гравець може евакуювати членів команди під час місії, щоб уникнути їхньої загибелі. Згідно з розробником, кожна місія триватиме від 20 хвилин до години.

## Сюжет
У 2198 році зореліт USS «Otago» перебуває на орбіті планети Лета. Тим часом до станції «Pioneer» пристиковується шаттл «Brettonville» корпорації «Weyland Yutani». Диверсант пробирається до його вантажу, випускаючи ксеноморфа з кріокамери. Заступниця адміністратора Маєко Гейз, побачивши через камери спостереження різанину в стикувальному доці, поспішає туди і знаходить екіпаж мертвим. Побачивши порожню кріокамеру зі слідами кислоти, вона заварює двері. Коли «Brettonville» намагається відлетіти, інспектор Макдональд і всі інші в диспетчерській, крім Гейс, зазнають нападу лицехватів і заражаються яйцями Чужих. Гейс ледве тікає та неохоче активує протокол карантину, що дає команду оборонним супутникам знищити всі кораблі на орбіті Лети ракетами. Ксеноморф атакує Гейс, але її рятує сержант Джонас Гарпер і його загін колоніальних морських піхотинців. Команда Гарпера та Гейс тікають зі станції та вирушають до «Otago», сподіваючись, що такий великий корабель пережив карантинний захід. Їм намагається перешкодити андроїд Деніел. Коли люди опиняються на борту корабля, їм вдається скерувати його на посадку на Лету.
Морські піхотинці потрапляють у Мертві пагорби, де виявляють і вбивають королеву ксеноморфів, яка оселилася під місцевою колонією. Щоб знайти запчастини для ремонту «Otago», морські піхотинці досліджують колонію та стикаються з членами культу під назвою «Ера Дарвіна», які воюють проти корпорації «Weyland Yutani», перетворюючи себе на кіборгів. Культисти вживляють собі ембріони ксеноморфів, гальмуючи їхній розвиток, тому дорослі чудовиська сприймають їх за заражених і не атакують. Гарпер розповідає, що в колонії на Леті живе його дочка Кассандра.
Гарпер спускається до шахт, аби перешкодити поширенню ксеноморфів і його загін зустрічає лідера культу, Джозефа Марлоу, колишнього вченого «Weyland Yutani», який показує, що Кассандра працює з ним. На «Otago» нападають ксеноморфи, але морські піхотинці відбиваються від них. Гарпер розповідає Гейс про свої видіння, які він отримує під час зустрічі з ксеноморфами. Директор Прайс, керівниця операцій «Weyland Yutani» на Леті, попереджає, що карантинний протокол переходить у Фазу 2, згідно з якою поверхню Лети буде обстріляно ядерними зарядами зі станції «Pioneer».
Морські піхотинці штурмують станцію і вбивають королеву ксеноморфів, яка оселилася там. Але перервати протокол не вдається через спеціальний наказ «Weyland Yutani». Морські піхотинці вирішують спрямувати всі зусилля на ремонт корабля. Для цього їм треба джерело живлення, щоб відновити силовий щит, і кріокапсули, щоб пережити політ. Прайс пропонує джерело живлення атмосферного процесора в обмін на доступ до «Otago» та розкриття того, що Кассандра досі жива.
Морські піхотинці не погоджуються з ціною. Вони виконують рейд на атмосферний процесор і викрадають джерело живлення, вбивши іншу королеву ксеноморфів. За порадою Гейс, Гарпер розмовляє з доктором Букардом, відповідальним за медичне відділення, і вона дає йому заспокійливі, водночас показуючи, що видіння насправді є телепатичними повідомленнями від ксеноморфів. Щоб полагодити кріокапсули, морські піхотинці добувають старий корабель культистів. Один із культистів здається і заохочує Гарпера приєднатися до культу. На допиті культист повідомляє, що Кассандра володіє телепатією і слугувала сполучною ланкою між людьми та ксеноморфами. Ембріон в його грудях пожвавлюється і виривається назовні.
У пошуках Кассандри піхотинці проникають до лабораторії Марлоу, але виявляється, що той відвіз Кассандру в невідоме місце. Вони також залучають на свій бік Тео Стерна, голову найманців Прайс і колишнього морського піхотинця, якого Прайс зрадила. Зрештою Марлоу вдається схопити, але він відмовляється розповідати де Касандра. Гарпер стріляє йому в ногу і виявляється, що це був андроїд. Гарпер застрелює андроїда й непритомніє.
Доктор Беккер з дослідницької лабораторії зраджує морських піхотинців, вимикаючи важливі системи та випускаючи ксеноморфа, в якого виріс ембріон із тіла культиста. Гейз намагається вбити ксеноморфа в камері дезінфекції, але істота виживає та вбиває доктора Букарда на очах у Гейса. Беккер показує, що він у союзі з Прайс, який посилає команду бійців захопити «Otago», але Гейз відбивається від них і знищує їхній вертоліт з БТР. Беккер намагається вбити Гейс, але його вбиває ксеноморф. Тоді Гейс заманює істоту до реактора, де ксеноморф згорає.
Гейз вирішує напасти на штаб Прайса, щоб дізнатися місцезнаходження Кассандри та Марлоу. Вона підозрює, що Прайс андроїд. Прайс розкриває місцезнаходження Кассандри зі справжнім Марлоу в місті Олдувай. Гейз залишає Прайс помирати, коли до штабу вривається зграя ксеноморфів. Гейз збирає всіх вцілілих морських піхотинців і піднімає «Otago» в повітря, щоб долетіти до Олдуваю.
В Олдуваї морські піхотинці виявляють шахту, що веде в підземелля, наповнені інопланетними машинами. Вони вбивають іще одну королеву ксеноморфів і знаходять труп Марлоу, який давно помер, ставши носієм ксеноморфа. Проте з'являється андроїд — синтетична копія Марлоу, пояснюючи, що Марлоу створив багато копій на випадок своєї смерті, щоб продовжити свою роботу, і підтверджує місцезнаходження Кассандри. Піхотинці знаходять Кассандру, Гейз звільняє її, та в цей час із глибин підземелля вилазить червоподібна верховна королева ксеноморфів. Боєць Стерн жертвує собою, щоб дати Гейс час утекти до ліфта з Кассандрою. У ліфті вони опиняються загнані в кут королевою, але Гарпер, який прийшов до тями, використовує свої телепатичні сили та наказує королеві зупинитися. Королева ненадовго спиняється, але потім оговтується та вбиває Гарпера. Морські піхотинці, що лишилися живими до того часу, стримують ксеноморфів. Гейс і Кассандра повертаються на «Otago», коли на Лету падають ядерні заряди. Корабель проривається крізь супутники та відлітає з Лети. Гейз і Кассандра оплакують смерть Гарпера, а потім лягають у кріокамери.

## Розробка
Гра розроблена студією Tindalos Interactive, яка раніше розробила гру Battlefleet Gothic: Armada. Керівний директор студії Джон Берт повідомив, що гра була натхненна як тактичними, так і рольовими іграми.
Анонс гри відбувся в червні 2022 року на Summer Game Fest. Гра вийде на платформах PlayStation 4, PlayStation 5, Windows, Xbox One і Xbox Series X/S у 2023 році.
У березні 2023 року розробники опублікували трейлер, у якому було представлено ігровий процес, а також повідомили дату виходу гри — 20 червня 2023 року.

## Оцінки й відгуки
| Агрегатор  | Оцінка      |
| ---------- | ----------- |
| Metacritic | (PC) 75/100 |

| Видання                    | Оцінка |
| -------------------------- | ------ |
| Eurogamer                  | [ 13 ] |
| GamesRadar+                | [ 14 ] |
| GameStar                   | 82/100 |
| HobbyConsolas              | 78/100 |
| IGN                        | 7/10   |
| The Games Machine (Італія) | 8.5/10 |

На Metacritic гра зібрала середній бал 75 зі 100 можливих, що відповідає «переважному схваленню».
Едвін Еванс-Тірвелл з Eurogamer зазначив, що Dark Descent нагадує XCOM, і хоча має кілька помітних недоліків, є однією з найкращих ігор про Чужих. На відміну від XCOM, Dark Descent не допускає втрати загону і повертається до точки збереження. Але якщо гравці погано справляються з завданнями, їм, можливо, доведеться змарнувати ігровий день, щоб відступити та підготуватися краще. Врахування психічного стану бійців і можливість розділяти загін для одночасного виконання кількох завдань чудово переносять атмосферу фільмів про Чужих у гру. Те, що битися доводиться не тільки з Чужими, а й з людьми-культистами, є цікавою знахідкою, але виконані ці бої нудно. Також у ній надто повторювана музика й репліки бійців. «Aliens: Dark Descent не завжди така витончена чи натхненна, як могла б бути», бо складена з «цитат» популярної культури, проте це все ж одна з «найкращих адаптацій „Чужих“ і, мабуть, найкраща тактична гра, натхненна „Чужими“».
За вердиктом Хіруна Краєра з GamesRadar+, «Aliens: Dark Descent — це напрочуд винахідливий новий стратегічний погляд на серію… запозичуючи при цьому екшн XCOM і атмосферу чистого страху з фільмів». Однак, сюжет, персонажі та битви з босами не досягають тієї ж якості, що атмосфера гри в цілому з її клаустрофобними приміщеннями.
Леана Гафер у IGN зробила висновок, що Aliens: Dark Descent цілком можна рекомендувати з певними застереженнями. З 12-и місій частину доводиться перезавантажити через програмні помилки, хоча «кожна місія нагадує хороший фільм про прибульців». Гра поєднує елементи XCOM, Darkest Dungeon і Shadow Tactics: Blades of the Shogun, але розвиток бійців значить у ній не так багато. «Морський піхотинець 10-го рівня в цілому лише трохи корисніший, ніж новачок, особливо коли йдеться про характеристику хоробрості, яка визначає, як швидко вони отримують стрес. Але завдяки різноманіттю класів, від культового розумного стрільця до сержанта, який допомагає всім не піти в самоволку, є багато цікавих спеціалізацій і синергії».